# Symphorce
Symphorce var ett tyskt power metal-band, bildat 1998 av Andy B. Franck. Bandet upplöstes 2011.

## Medlemmar
Senaste medlemmar
- Andy B. Franck – sång (1998–2011)
- Dennis Wohlbold – basgitarr (2000–2011)
- Cédric "Cede" Dupont – gitarr (2000–2011)
- Markus Pohl – gitarr (2002–2011)
- Steffen Theurer – trummor (2005–2011)

Tidigare medlemmar
- Mike Hammer – basgitarr (1998–1999)
- Lars Hörnig – trummor (1998)
- Stefan Köllner – trummor (1998–2002)
- Stef Bertolla – gitarr (1998–1999)
- H.P. Walter – keyboard (1998–2002)
- Sascha Sauer – trummor (2002–2005)

Turnerande medlemmar
- Andy Flache – trummor (2005)

## Diskografi
Studioalbum
- 1999 – Truth to Promises
- 2000 – Sinctuary
- 2002 – Phorceful Ahead
- 2004 – Twice Second
- 2005 – Godspeed
- 2007 – Become Death
- 2010 – Unrestricted